# HD 85390
HD 85390 es una estrella de magnitud aparente +8,55 en la constelación de Vela, la vela del Navío Argos.
Visualmente se localiza a 3º15' al sur de HD 85622 (m Velorum), y se encuentra a 106 años luz del sistema solar.
Desde 2009 se conoce la existencia de un planeta extrasolar en órbita alrededor de esta estrella.

## Características físicas
HD 85390 es una enana naranja de tipo espectral K1.5V.
Tiene una temperatura efectiva de 5186 ± 54 K y su luminosidad es menos de la mitad de la del Sol.
Su radio es un 16% más pequeño que el radio solar y gira sobre sí misma con una velocidad de rotación proyectada de sólo 1 km/s.
Ello hace que su período de rotación sea de 44 ± 5 días.
Es algo menos masiva que el Sol, con una masa de 0,76 masas solares, y tiene una edad aproximada de 7200 millones de años.
No muestra actividad cromosférica.

## Composición química
HD 85390 tiene una metalicidad muy parecida a la del Sol ([Fe/H] = -0,07).
Elementos como carbono, silicio y magnesio presentan abundancias relativas similares a las solares.
Con el fin de estudiar la composición de hipotéticos planetas terrestres, se han evaluado las relaciones C/O y Mg/Si en HD 85390.
La relación C/O es 0,98, lo que implica que, a diferencia del Sistema Solar, el carbono se encontraría formando grafito y carburos (carburo de titanio y carburo de silicio).
Asimismo, la relación Mg/Si igual a 0,95, conlleva la existencia de piroxeno, hierro metálico y feldespatos.

## Sistema planetario
El planeta extrasolar descubierto, llamado HD 85390 b, tiene una masa mínima igual al 13% de la masa de Júpiter o 42 masas terrestres.
Se mueve en una órbita excéntrica (e = 0,41) a una distancia media de 1,52 UA de la estrella.
Su período orbital es de 788 ± 25 días.
Existe cierta evidencia de que puede existir un segundo planeta adicional.
| Acompañante (En orden desde la estrella) | Masa (MJ)    | Período orbital (días) | Semieje mayor (UA) | Excentricidad |
| ---------------------------------------- | ------------ | ---------------------- | ------------------ | ------------- |
| HD 85390 b                               | 0,132 ± 0,01 | 788 ± 25               | 1,52 ± 0,04        | 0,41 ± 0,12   |